# Захарий Кошов
Захарий (Захари) Илиев Кошов, известен като Зарето, е български революционер, деец на Вътрешната македоно-одринска революционна организация и на Върховния македоно-одрински комитет.

## Биография
Кошов е роден на 15 август 1869 година в разложкото село Белица, което тогава е в Османската империя. Свършва първоначално училище в родното село, а после ходи с баща си на работа като зидар. В 1896 година влиза във ВМОРО, но по-късно се присъединява към Върховния комитет. От 1899 година е четник в Драмско и Сярско. Четник е заедно със съселянина си Захарий Гърбев на войводата Малешевски, с която през март 1902 година се сражава с многобройна войска при Сушица, Джумайско. В сражението загиват много четници и войници, а Кошев премръзва и тайно е откаран на лечение в Градево. В 1902 година е десетник в четата на съселянина си мичман Тодор Саев и с нея през есента участва в Горноджумайското въстание. Десетник е и в четата на поручик Йордан Стоянов.
През лятото на следната 1903 година заедно с друг беличанин - Никола Дюлгеров сформира чета от 150 души  в Самоков, с която през Илинденско-Преображенското въстание се сражава при Белица, при Куру дере и Семково в Рила. При разгрома на въстанието четата му сдържа настъплението на турците откъм Якоруда, за да могат бежанците от Белица да се изтеглят към България.
Продължава четническата си дейност в Разлога до Младотурската революция в 1908 година, след която се легализира.
При избухването на Балканската война в 1912 година е начело на малка чета на Македоно-одринското опълчение, с която охранява Белица. В 1916 – 1918 година е кмет на Белица.
Кошов умира в Белица на 15 януари 1943 година. Погребан е тържествено с музика, венци и илинденски знамена, като по думите на вдовицата му „голем беличанин и голем българин“.
На 12 февруари 1943 година вдовицата му Яна Кошова, на 71 години, родена в Белица, жителка на Разлог, подава молба за българска народна пенсия, която е одобрена и пенсията е отпусната от Министерския съвет на Царство България.